# Nordseegermanische Sprachen

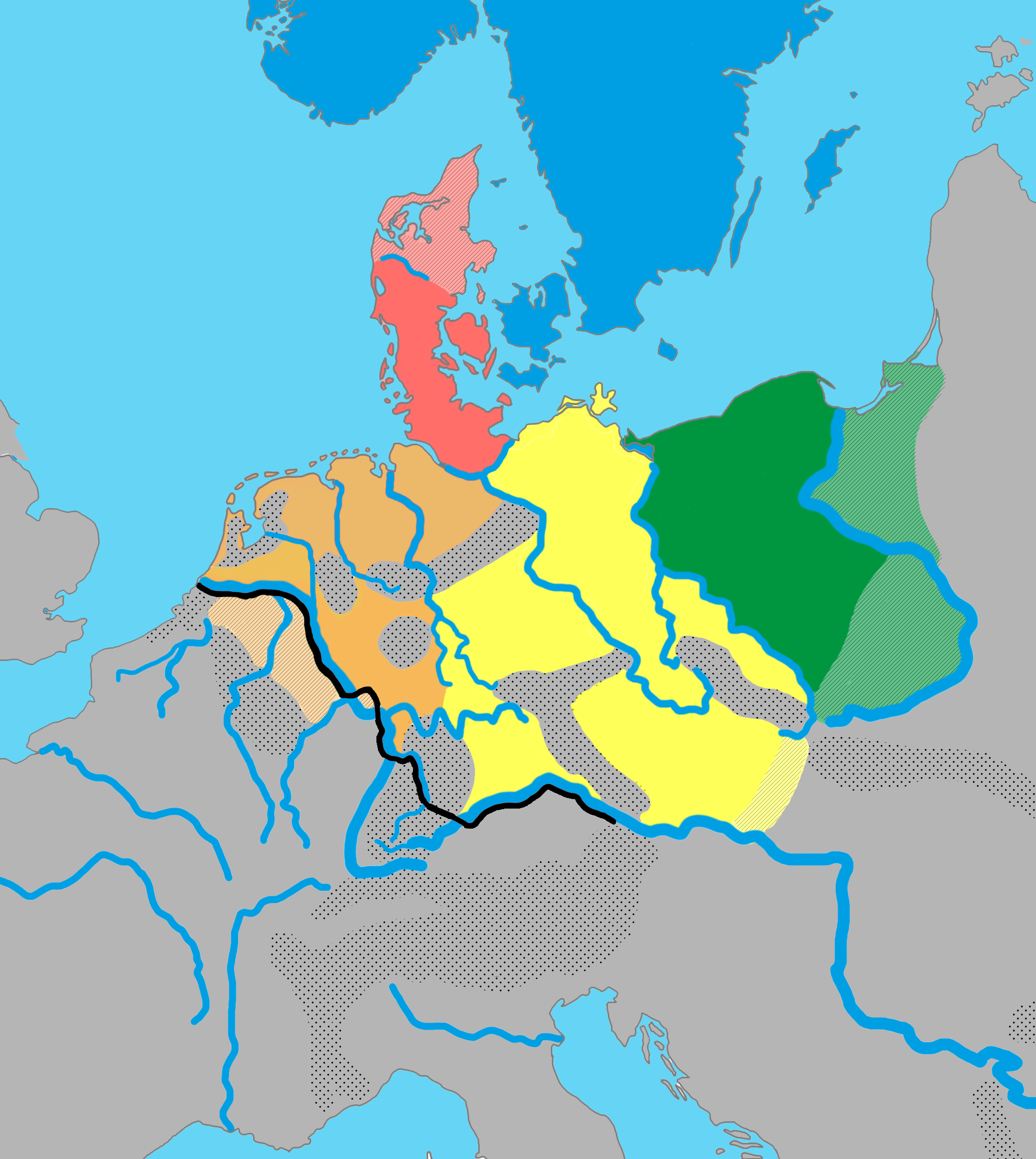
Ungefähre Verbreitung germanischer Dialektgruppen um Christi Geburt
Nordgermanisch
Nordseegermanisch oder Ingwäonisch
Weser-Rhein-germanische Sprachen oder Istväonisch
Elbgermanisch oder Herminonisch
Ostgermanisch oder Gotisch

Als nordseegermanische Sprachen (oder ingwäonische Sprachen) werden in der Sprachwissenschaft verschiedene germanische Varietäten bezeichnet, die um die Mitte des ersten Jahrhunderts im Nordseegebiet verbreitet waren und gemeinsame Merkmale aufwiesen. Als Abkömmlinge dieser Varietäten gelten das Friesische, das Niedersächsische und das Altenglische bzw. Englische, die dementsprechend auch heute häufig noch als Nordseegermanisch klassifiziert werden. Auch das Niederfränkische bzw. Niederländische wird manchmal hierzu gerechnet. Typische nordseegermanische Merkmale, sogenannte „Ingwäonismen“, sind vor allem im Friesischen und Englischen zu finden. Das Niedersächsische hat durch die frühe Anbindung an das Fränkische bzw. Hochdeutsche viele nordseegermanische Charakteristika eingebüßt.

## Nordseegermanisch oder Ingwäonisch?
Die Adjektive nordseegermanisch und ingwäonisch werden heute weitgehend synonym verwendet. Weitere Synonyme für diese Sprachengruppe sind nordwestgermanisch, küstenwestgermanisch und küstendeutsch. Die Bezeichnung nordwestgermanisch ist jedoch mehrdeutig, da sie sich auch auf die Einheit von Nordgermanisch und Westgermanisch beziehen kann oder aber auf die Einheit von Nordgermanisch und Nordseegermanisch.

### Ingwäonisch
Diese Bezeichnung findet sich bei dem römischen Schriftsteller Tacitus. Dieser hat in seiner Schrift De origine et situ germanorum von drei Kulturkreisen der Germanen berichtet, von denen die Ingaevonen am nächsten dem Ozean wohnten. Schon zuvor berichtete der römische Schriftsteller Plinius in seiner Naturalis historia von den Inguaeones bzw. Ingvaeones.
Der Begriff ist in mehreren Schreibweisen verbreitet. Neben der seltenen Fassung ingaevonisch kommen auch ingävonisch, ingväonisch und die an die moderne Schreibweise angepasste ingwäonisch und selten ingäwonisch vor.
In Anlehnung an die nach dieser Stammeseinteilung an der Nordsee wohnenden Ingaevonen, zu denen unter anderem die Friesen, die Sachsen und die Angeln gerechnet werden, wählte man den Terminus Ingwäonisch als Etikett für die sprachlichen Merkmale, denen der Begriff Anglo-Friesisch nicht mehr gerecht wurde. Der Begriff wird allerdings vielfach kritisiert, da er als direkter Bezug zur unbekannten Sprache der taciteischen Ingaevonen verstanden werden kann.

### Nordseegermanisch
In der Sprachwissenschaft gibt es die Tendenz, Begriffe, die auf Stämme verweisen, durch solche zu ersetzen, die das nicht tun.
Im Falle des Begriffs ingwäonisch ist der Ausdruck nordseegermanisch ein solcher Ersatz. Doch auch diese geografische Bezeichnung ist nicht unumstritten, da nordseegermanische Merkmale auch tief im niederländischen und niederdeutschen Binnenland vorkommen. Zudem gilt der Terminus nordseegermanisch im Gegensatz zu ingwäonisch als sperrig und ist nur eingeschränkt brauchbar für weitere abgeleitete Termini, z. B. „Nordseegermanismen“.

## Nordseegermanische Sprachen

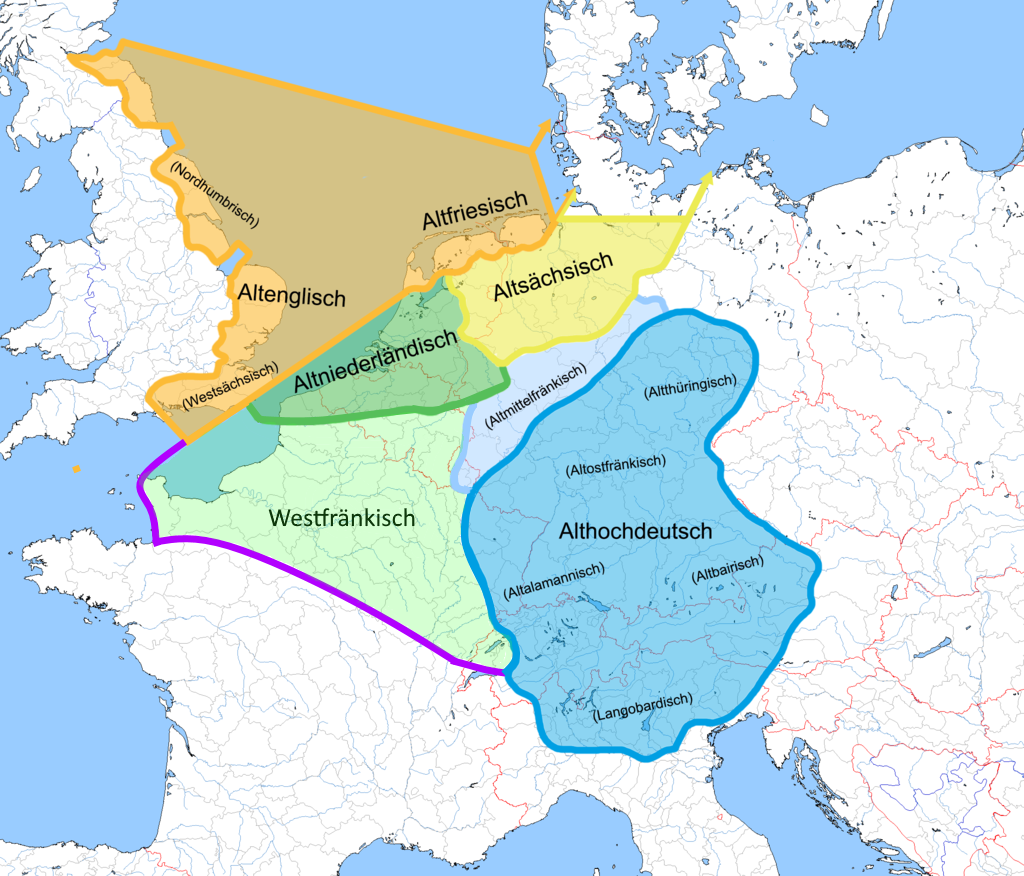
Westgermanische Sprachen um 580 n. Chr.: nordseegermanische Dialekte in Gelb und Orange (ohne Altnordisch).

Die Diskussion um das Nordseegermanische/Ingwäonische dauert in der Wissenschaft nach wie vor an. So wurde und wird das Nordseegermanische unterschiedlich beurteilt.
Der Begriff ingwäonisch kann dabei nach wie vor dasselbe bedeuten wie der Begriff anglo-friesisch. In der Ingwäonen-Theorie von Ferdinand Wrede haben die beiden Begriffe dieselbe Bedeutung.
Allerdings wird ingwäonisch in der Sprachwissenschaft heute meist mit nordseegermanisch gleichgesetzt. Der Begriff nordseegermanisch stammt aus der Theorie zur Gliederung der Germanen von Friedrich Maurer und umfasst nicht nur das Englische und Friesische, sondern auch das Niederdeutsche.
Neben dem Altenglischen und dem Altfriesischen gehört auch das Altsächsische zu den nordseegermanischen Sprachen. Allerdings ist das Niederdeutsche unter den Einfluss südlicher Dialekte geraten: erst des Fränkischen nach der Unterwerfung der Sachsen durch Karl den Großen, dann unter hochdeutschen Einfluss. Das Niederdeutsche hat seinen nordseegermanischen Charakter – bis auf einige Relikte (Ingwäonismen) – verloren.
Das Niederländische wird unterschiedlich beurteilt, meist wird es nicht dem Nordseegermanischen zugeordnet, da es auf fränkischen Dialekten fuße. Niederländisch hat aber ein nordseegermanisches Substrat. Diese nordseegermanischen Einflüsse werden teils als friesisches Substrat angesehen, teils nicht dem Friesischen zugeordnet.

## Standpunkte zum Thema „Ingwäonen“
Die Diskussion über die nordseegermanischen Sprachen wird dadurch erschwert, dass mit den Ingwäonen und ihren Sprachen recht unterschiedliche Theorien verbunden werden.
Zum Beispiel stellte der deutsche Sprachwissenschaftler Ferdinand Wrede 1924 eine Theorie auf, nach welcher der niederdeutsche und der schwäbisch-alemannische Raum eine Zeit lang einen gemeinsamen ingwäonischen Sprachraum gebildet haben, mit gemeinsamen sprachlichen Eigenschaften. Nach Wredes Theorie seien „Westgermanisch“ und „Anglo-Friesisch“ (Ingwäonisch) ursprünglich dasselbe gewesen. Nach dieser Theorie haben die Goten auf ihren Wanderungen einen Keil zwischen die beiden Gebiete getrieben und sie voneinander getrennt. Deutsch sei gotisiertes „Westgermanisch“ (Ingwäonisch). Diese Theorie hat sich allerdings als fehlerhaft erwiesen.
Ein weiterer Vertreter von radikalen Ingwäonen-Theorien war der niederländische Sprachwissenschaftler Klaas Heeroma. Seit 1935 beschäftigte er sich immer wieder mit dem Ingwäonischen und rief mit seinen Theorien häufig Widerspruch hervor.
Der niederländische Sprachwissenschaftler Moritz Schönfeld verwendet den Begriff ingväonisch hingegen sehr vorsichtig. Für ihn ist dieser Begriff nur ein flexibler dialektologischer Begriff für bewegliche Isoglossenkomplexe, ohne Bezug auf prähistorische Stämme oder Einheitssprachen. Für ihn ist der Begriff ein Etikett für sprachliche Erscheinungen an der Küste, ohne genaue Abgrenzung in Raum und Zeit.

## Merkmale der nordseegermanischen Sprachen
Sprachliche Eigenarten der nordseegermanischen Sprachen werden meist Ingwäonismen genannt. Dieser Terminus hat sich breit etabliert, auch wenn man sonst häufig den Begriff nordseegermanisch verwendet. Wie allgemein zum Nordseegermanischen gehen auch die Forschungsmeinungen zu den Ingwäonismen auseinander. Es besteht keine Einigkeit darüber, welche Merkmale zu den Ingwäonismen gezählt werden. Im Folgenden werden ohne Anspruch auf Vollständigkeit und allgemeine Gültigkeit einige Beispiele genannt:
- Nasal-Spiranten-Gesetz: Ausfall des Nasals vor Frikativ, dabei Ersatzdehnung:
  - germanisch *samftō, -ijaz ‚sanft‘ wird zu westfries. sêft, engl. soft, niederdt. sacht, ndl. zacht
  - germanisch *gans ‚Gans‘ wird zu westfries. goes, guos, engl. goose, niederdt. Goos
- Wegfall des t in der 3. Person Singular von sein: germanisch *ist(i) wird zu altengl. is, altsächsisch is (neben ist), niederdeutsch  is
- Wegfall des r im Personalpronomen der 1. Person Mehrzahl: germanisch *wī́z/wiz ‚wir‘ wird zu altsächs. wī, wē, altndl., altfries. wī, altengl. wē (gegenüber limb. veer, altnord. vér, got. weis), niederdeutsch wi
- Anderer Wortstamm bei Personalpronomen:
  - deutsch „er“: niederdt. he, ndl. hij, engl. he, westfries. hy, saterfries. hie, nordfries. hi
  - deutsch „ihr“: niederdt. ji, mndl. ghi, engl. you, westfries. jim, saterfries. jie, nordfries. jam
- 3-Kasus-System ohne Unterschied zwischen Dativ und Akkusativ bei ungeschlechtigen Personalpronomen
- Futurbildung mit dem Hilfsverb schallen (sallen), shall: fries. ik schall (sall) – engl. I shall (deutsch ‚ich werde‘)
- Assibilierung des Plosivs k vor palatalen Vokalen zu einem Frikativ:
  - deutsch „Käse“: engl. cheese, westfries. tsiis, saterfries. sies, nordfries. sees
  - deutsch „Kirche“: engl. church, westfries. tsjerke, saterfries. seerke, nordfries. schörk, sark
  - Im Niederdeutschen (bes. Groningisch-Ostfriesisch) bis auf Reliktwörter mit Zetaismus nahezu verschwunden: Sever neben Kever ‚Käfer‘
- Palatalisierung des germanischen a: germanisch *dagaz ‚Tag‘ wird zu altengl. dæg, niederdeutsch  dag, altfries. dei; lateinisch (via) strata ‚Straße‘ wird zu altengl. strǣt, altfriesisch strēte, niederdeutsch  Straat
- Bildung des Partizips Perfekt ohne das Präfix ge-: niederdt. daan, engl. done, westfries. dien, saterfries. däin, nordfries. dänj (deutsch ‚getan‘)
- r-Metathese: engl. burn, westfries. baarne (neben brâne), nordfries. baarnwin ‚Brandwunde‘ (neben braan ‚brennen‘) niederdt. Barnsteen ‚Bernstein‘ (neben brennen ‚brennen‘)
- Auch der verbale Einheitsplural (niederdt. wi/ji/se maakt, nordfries. we/jam/ja mååge – deutsch „wir machen/ihr macht/sie machen“) wird häufig zu den Ingwäonismen gezählt.